# 瓜達盧佩縣 (新墨西哥州)
瓜達盧佩縣（英語：Guadalupe County）是位於美国新墨西哥州東部的一個縣，面積7,852平方公里。根據2020年美國人口普查，共有人口4,452人。縣治聖羅莎。該縣成立於1891年2月16日，縣名以美洲的主保聖人瓜達露佩聖母命名。